# Gammacoronavirus
Genre
Gammacoronavirus (γ-coronavirus ou Gamma-CoV) est un des quatre genres de coronavirus. Il fait partie de la sous-famille des Orthocoronavirinae et de la famille des Coronaviridae.
Alors que les genres alphacoronavirus et betacoronavirus proviennent des chauve-souris, les genres gammacoronavirus et deltacoronavirus viennent des oiseaux et des porcs. Gamma-CoV est aussi connu comme le groupe 3 des coronavirus aviaires.
Dans cette famille se trouve notamment le coronavirus du béluga et le virus de la bronchite infectieuse aviaire.